# 新兴镇 (彭州市)
新兴镇，是中华人民共和国四川省成都市彭州市曾经下辖的一个镇。2019年12月，撤销新兴镇，将其所属行政区域划归通济镇管辖。

## 行政区划
新兴镇撤销前下辖以下地区：
海窝子社区、君山村、阳平村、龙怀村、石梯村、花坪村、断山村、止马村和狮山村。